# Ein Abend In Wien
Ein Abend In Wien was een tweedaags muziekfestival dat in 1991 in De Doelen in Rotterdam is gehouden. 
Het wordt gezien als de opvolger van Pandora's Music Box (1983 - 1985) en de voorloper van Lowlands nieuwe stijl. Willem Venema was een van de organisatoren.
Vernieuwend aan dit festival was naast de programmering van alternatieve muziek en literatuur ook de aandacht voor decoratie en de zogenaamde verschijnselen: kleine theatrale interrupties. Optredens waren er van Sonic Youth, Nirvana, Miranda Sex Garden, Nine Inch Nails, Smashing Pumpkins (hun eerste Europese optreden), Carter USM, Paris en literaire voordrachten van onder anderen Nick Cave.
Als onderdeel van de promotiecampagne werd er een goedkope promotie-cd uitgegeven.

## Artiesten

### Heldenplatz
- 31 augustus: Wedding Present, An Emotional Fish, Wonder Stuff, Dinosaur Jr, Paris
- 1 september: World of Twist, Son of Bazerk, Smashing Pumpkins, Black Francis, Sonic Youth

### Trabanthalle
- 31 augustus: Hi Ho Silver, Swell Dopa/ Magnapop, Miranda Sex Garden, Michel Waisvisz, Bob Mould, Charles et les Lulus
- 1 september: Loose, Chapterhouse, Paradogs, Nirvana, Caspar Brötzmann

### Manege
- 31 augustus: Jeffrey Lee Pierce, Lee Ranaldo (lezing), Freedy Johnston, Mark Eitzel
- 1 september: Paris (toespraak), Hubert Selby (lezing), Don Bajema (lezing), Nick Cave (lezing)

### Ballhause
- 31 augustus: DJ DNA, Into Paradise, Last Crack, Blur, Milltown Brothers, Galliano, For Mosa, Quazar
- 1 september: D-Skake, Charmin' Children, Carter USM, Nine Inch Nails, Beats Int., Eton Crop